# Gráfica

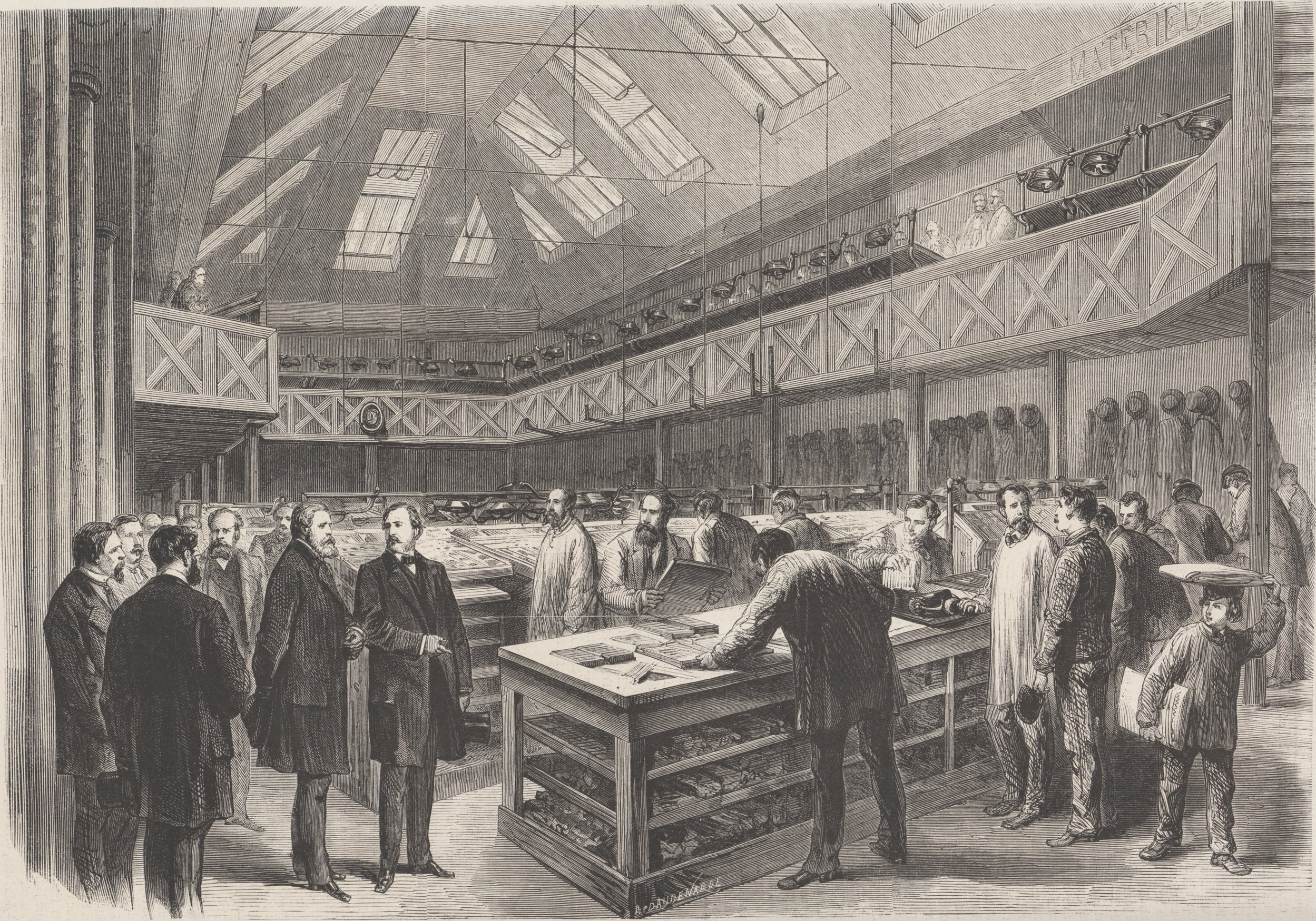
O Imperador do Brasil, Pedro II, visitando a gráfica dos jornais Le Moniteur universel e Le Monde illustré.

Uma gráfica é uma entidade prestadora de serviços cuja função passa pela impressão de produtos. Este processo consiste, maioritariamente, em transferir tinta para um substrato (papel, cartolina, plásticos, etc..) através de um sistema de impressão, como off-set, digital, rotogravura, flexografia e outros.
As gráficas podem ainda oferecer serviços de pós-impressão, como acabamento, dobraduras, encadernação, colagem e efeitos.
A indústria gráfica está muito associada à impressão de produtos de marketing, como cartões de visita, flyers, cartazes, entre tantos outros. Por isso, apesar de existirem clientes particulares, as gráficas têm um elevado volume de negócios proveniente de vendas efetuadas a outras empresas, que se fazem valer dos impressos para divulgar a sua marca.

## Inovações do modelo de negócio das gráficas
A indústria gráfica também sentiu necessidade de responder ao progresso tecnológico. Por isso, surgiram gráficas online que pretendem apresentar vantagens aos clientes. Assim, desenvolveram um processo de compra que permite escolher todas as características dos produtos online - como o papel, o tamanho, o acabamento, entre outros.Depois o utilizador só tem que enviar um ficheiro com o design, escolher a morada para entregar a encomenda e aguardar a sua recepção.